# Nishi-ku (Sakai)
Pour les articles homonymes, voir Nishi-ku.
Nishi (西区, Nishi-ku, litt. « arrondissement Ouest ») est l'un des sept arrondissements de la ville de Sakai au Japon. Il est situé dans l'ouest de la ville.

## Géographie

### Situation
L'arrondissement de Nishi-ku fait partie de la ville de Sakai, dans la région du Kansai. L'arrondissement est limitrophe des arrondissements de Kita, Minami, Naka et Sakai. Au sud se trouvent les villes de Takaishi et d'Izumi (sud-est), et à l'ouest se trouve la baie d'Osaka.

### Démographie
En 2015, sa population est de 135 864 habitants pour une superficie de 28,61 km2, ce qui fait une densité de population de 4 749 hab./km2.

## Endroits et bâtiments notables

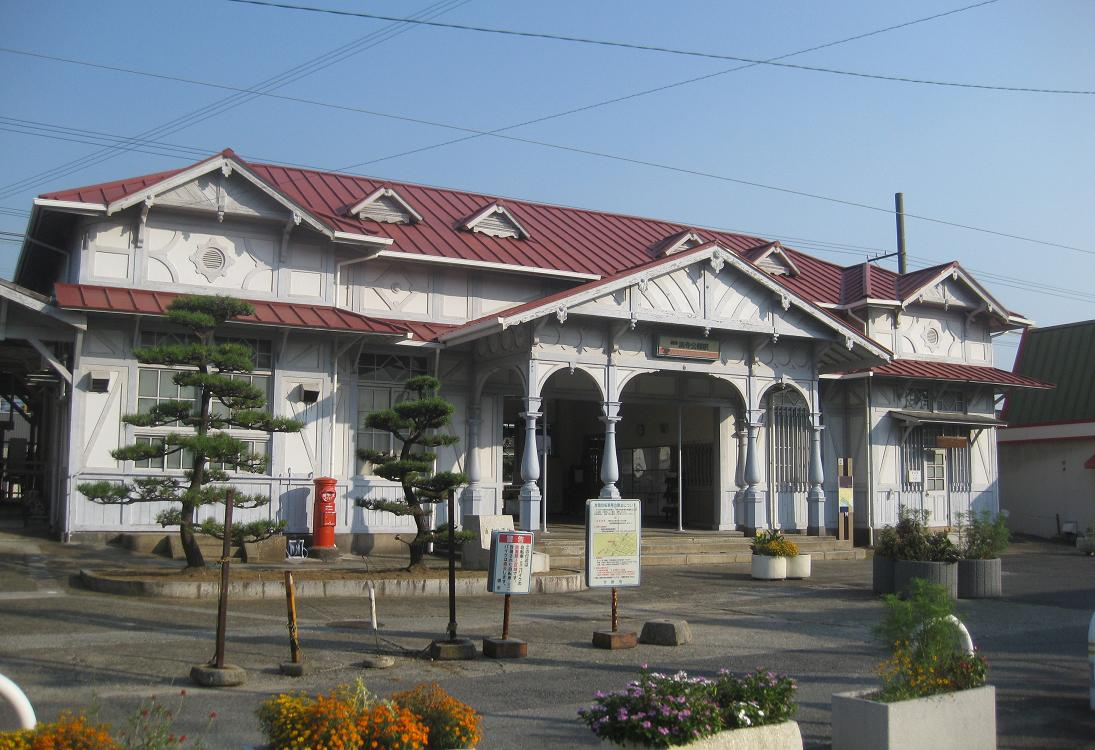
Gare Hamaderakoen.

- Une centrale thermique de la Compagnie électrique du Kansai[2]
- Ōtori-taisha

- Ebara-ji

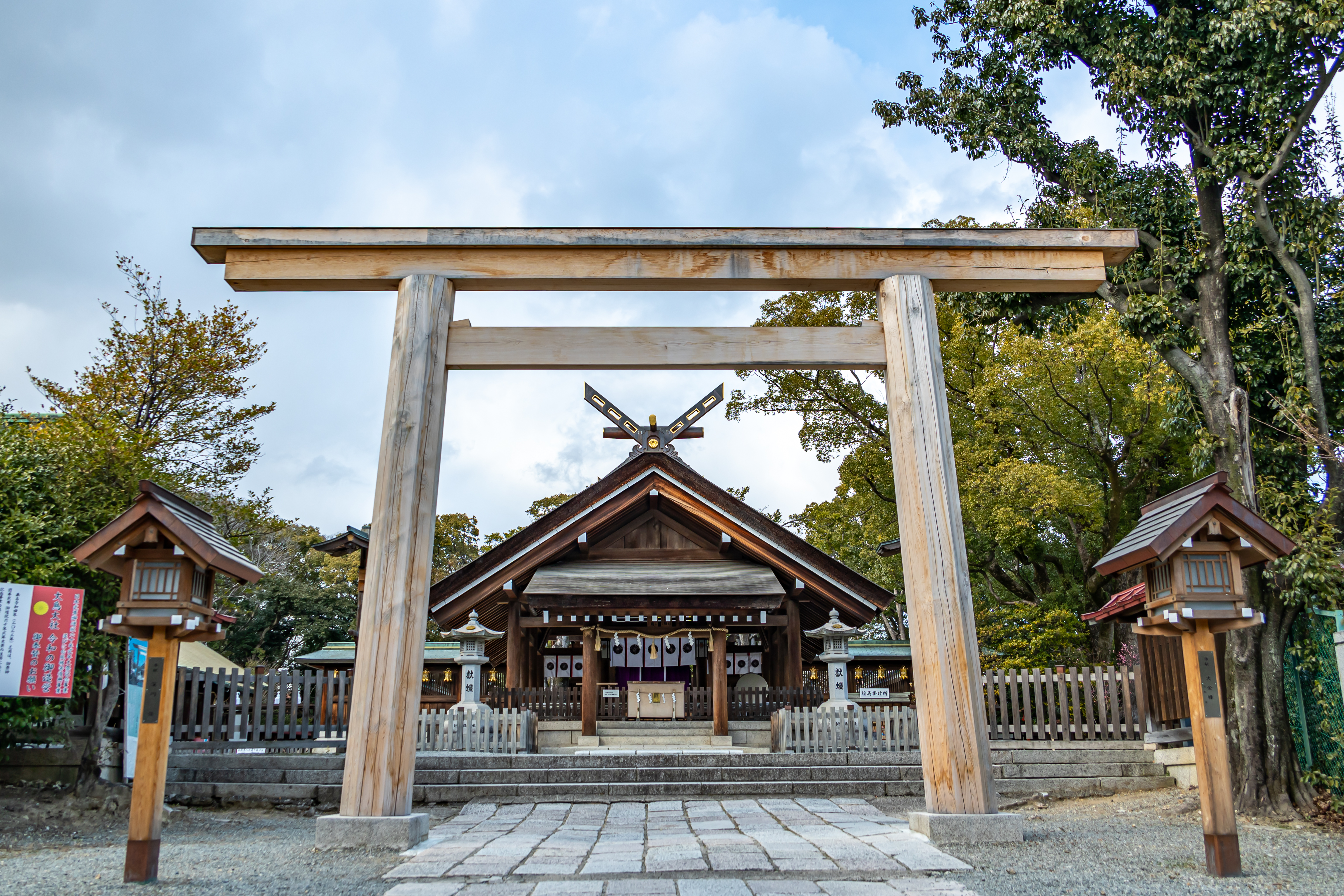
Le sanctuaire shinto : Ōtori-taisha.

- La gare Hamaderakoen, construite en 1907 par l'architecte Tatsuno Kingo[3].

## Transports
- West Japan Railway Company
  - ligne Hanwa : station d'Uenoshiba, de Tsukuno et d'Ōtori

- Nankai Electric Railway
  - ligne Nankai : Ishizugawa (NK 13), Suwanomori (NK 14), Hamaderakōen (NK 15)

- Tramway d'Osaka 
  - ligne Hankai : Ishizu-Kita (HN27) -  Ishizu (HN28) -  Funao (HN29) - Hamadera-ekimae (HN31)

La ligne Hankai à Nishi-ku
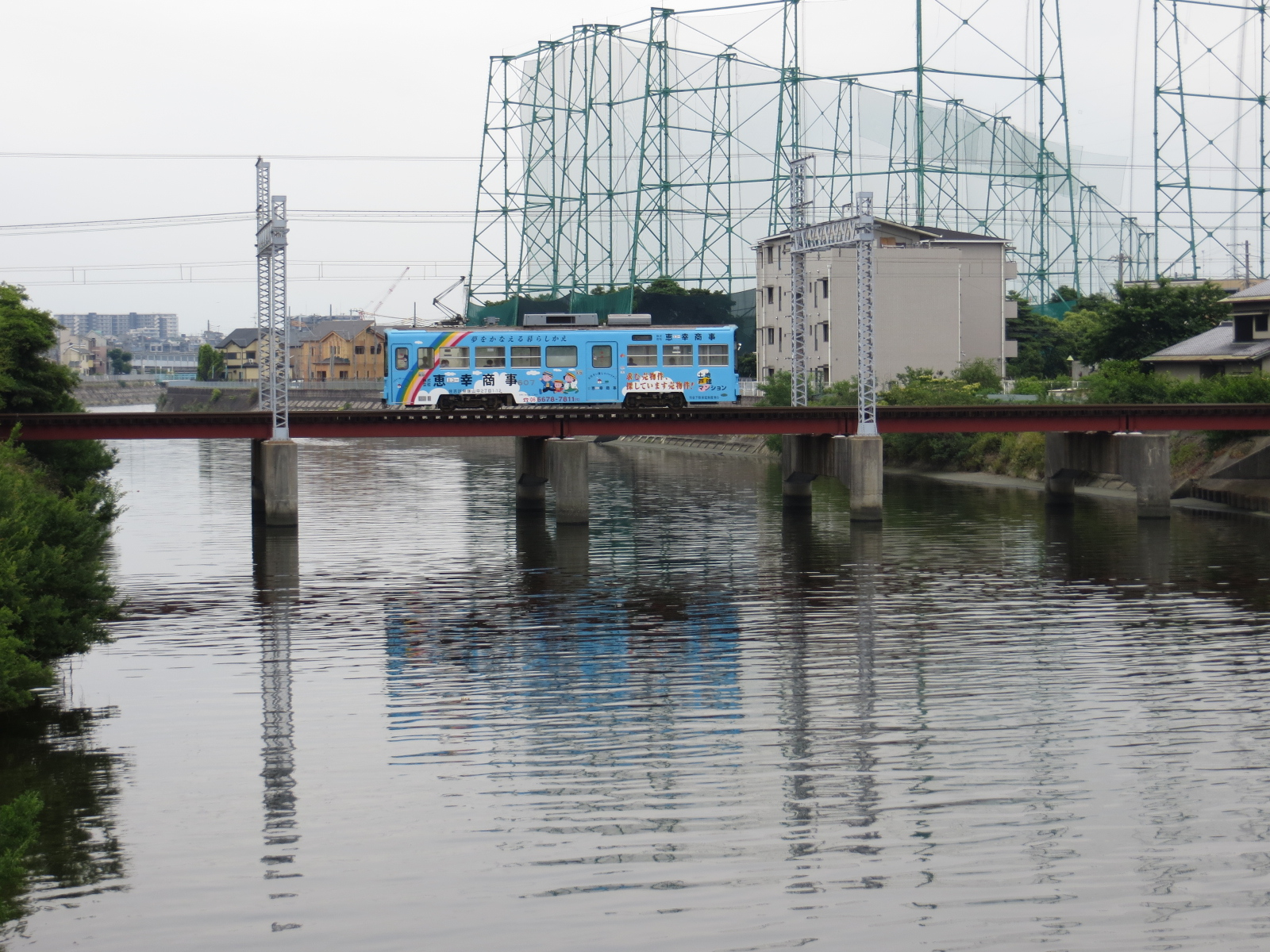
La ligne Hankai dans Nishi-ku.
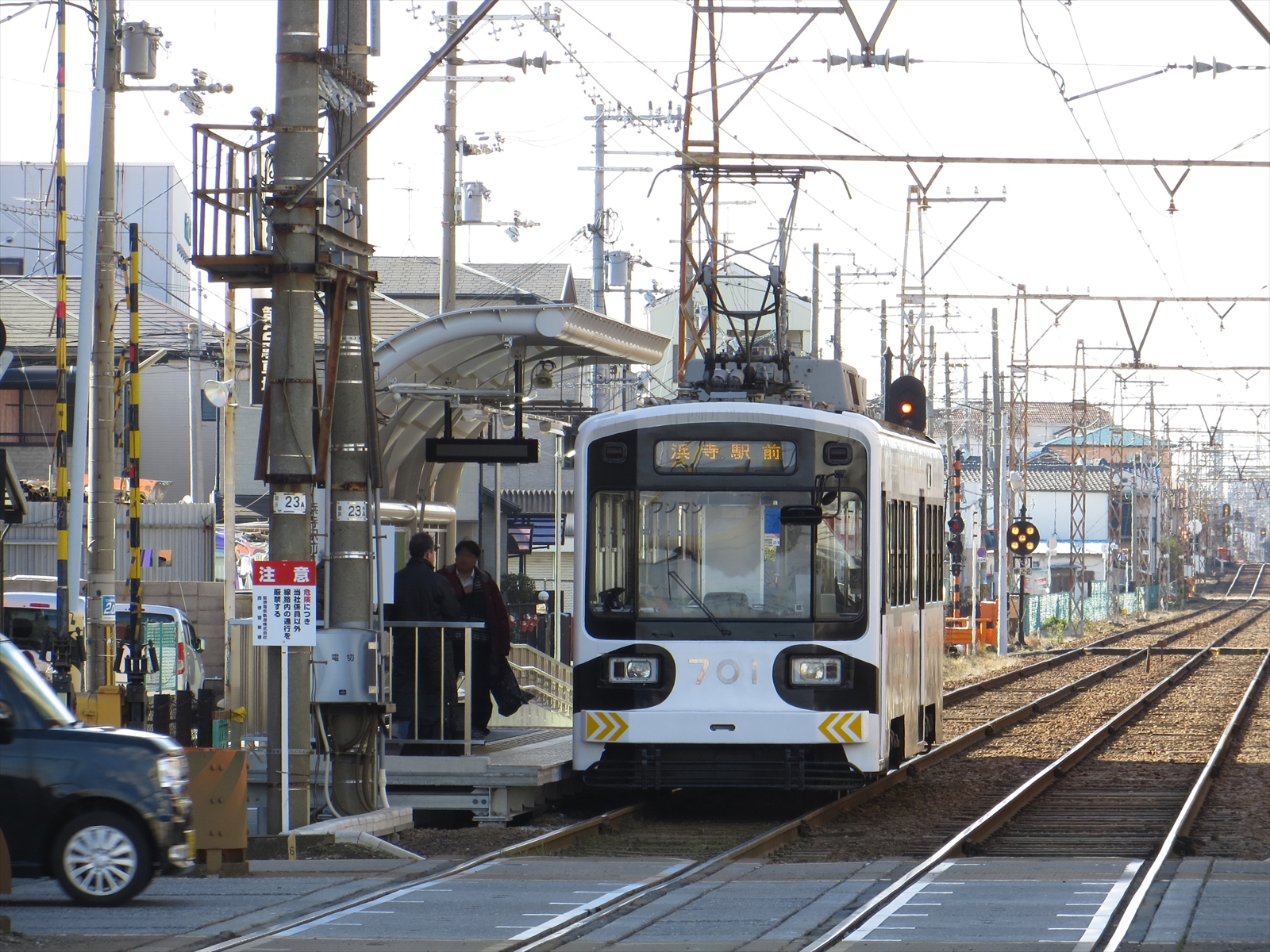
Ishizu-Kita (HN27).
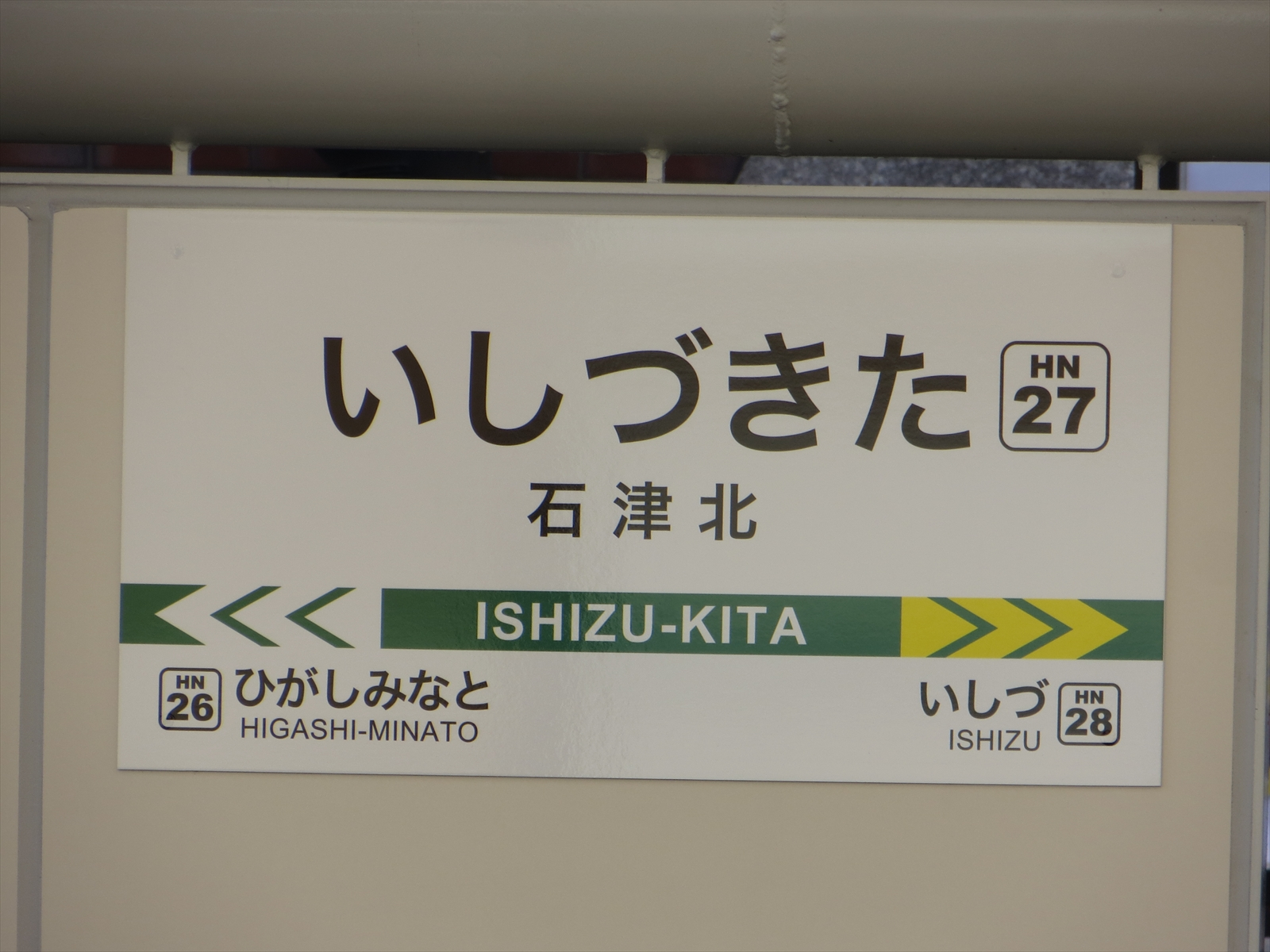
Ishizu-Kita (HN27).